# 南42線
 南42線，「竹港～南海埔」線，是位於臺南市的一條區道，西起臺南市七股區竹港里竹子港，東至臺南市西港區南海里南海埔，全長 3.637 公里。

## 行經行政區域
臺南市
- 七股區：起點 0.0k，竹港里竹子港（市道173號叉路）→區界
- 西港區：區界→永樂里大塭寮（南41線短暫共線）→新復里新港（南43線短暫共線）→南海里東港→中港→終點 3.637k，南海埔（市道173號，慶安路叉路）

## 沿線景點及寺廟
- 南42線沿線：
  - 七股區：（無）
  - 西港區：大塭寮張宅、保安宮，新港天后宮、三千宮，東港澤安宮，中港廣興宮。

## 連接道路
- 南1線沿線可連接以下公路：
  - 市道173號（本區道起點與終點）
  - 南41線（大塭寮路段，短暫共線）
  - 南43線（新港路段，短暫共線）
  - 南36-1線（鄰近本區道起點）
  - 南43-1線（鄰近本區道終點）